# Óscar de la Riva Aguado
Óscar de la Riva Aguado (ur. 15 lipca 1972 w Barcelonie) – hiszpański szachista i trener szachowy (FIDE Trainer od 2011), reprezentant Andory od 2000, arcymistrz od 2004 roku.

## Kariera szachowa
Do 1992 r. należał do ścisłej czołówki hiszpańskich juniorów, wielokrotnie zdobywając medale mistrzostw kraju w różnych kategoriach wiekowych, m.in. czterokrotnie złote (1986, 1987, 1988 - do lat 16 oraz 1992 - do lat 20). W swoim dorobku posiada również medale indywidualnych mistrzostw Andory (złote - 2000, 2001, 2007 oraz srebrne - 2003, 2004, 2006), jak również tytuł indywidualnego mistrza Hiszpanii, który zdobył w 2003 r. W latach 2000–2006 czterokrotnie (za każdym razem na I szachownicy) wystąpił w drużynie Andory na szachowych olimpiadach.
Trzykrotnie reprezentował Hiszpanię w mistrzostwach świata juniorów, w kategorii do lat 16 (Rio Gallegos, 1986), 18 (Innsbruck, 1987) i 20 (Buenos Aires, 1992). Startował w wielu międzynarodowych turniejach, zajmując czołowe lokaty m.in. w: Canete (1994), San Sebastian (1995), Foment (1995, 1996), Castellar (1996), Manresie (1996), Terrassie (1996), Barcelonie (1996), La Reunion (1997), Andorze (1998, 2003), Ayamonte (2006, III m. za Lazaro Bruzonem i Josepem Manuelem Lopezem Martinezem) i La Massanie (2007, dz. IV m. za Maximem Rodshteinem, Salvadorem Gabrielem Del Rio Angelisem i Branko Damljanoviciem, wspólnie z Arturem Koganem, Manuelem Perezem Candelario, Diego Floresem i Kevinem Spraggettem).
Najwyższy ranking w dotychczasowej karierze osiągnął 1 kwietnia 2004 r., z wynikiem 2556 punktów zajmował wówczas 1. miejsce wśród andorskich szachistów.